# 島津咲苗
島津 咲苗（しまづ さなえ、1994年6月9日 - ） は、名古屋テレビ放送（メ〜テレ）のアナウンサー。

## 来歴
滋賀県出身。京都女子中学校・高等学校、早稲田大学法学部卒業。中学・高校時代は創作ダンス部に所属。高校3年の時に副部長をしていた。 
大学在学中は早稲田大学放送研究会に所属。BSフジ『BSフジNEWS』の第29期女子大生キャスターとしても活躍した。
2017年4月にメ〜テレに入社。
2025年7月27日、結婚したことを同月29日にインスタグラムで公表。

## 人物・エピソード
- 趣味・特技：モダンダンス[3]、花と空の写真を撮ること[3]、ボタニーペインティング（葉っぱのアート）[7]
- 好きな食べ物：たこ焼き、スイカ、マカロン[3]
- ストレス解消法：自然が沢山ある場所に行くこと[8]
- 資格・免許：ボタニーペインティング[9]、食生活アドバイザー
- 家族：祖父母[8]、父[10]、母[8]、2歳下の妹[11][12]
- 島津家の末裔であることを公表している[13]。
- 「きょうのモーニング」（放送400回記念）のコーナーで撮影スタッフから「500回放送でやりたいことは？」と質問され、「ドデスカ!がモーニングのお店を出しちゃう！？私一応食生活アドバイザーの資格を持っているので（メニューを）考えましょう」と話している[14]。
- 2024年の『ドデ祭』では、趣味でもあるボタニーペインティングのエコバッグを企画・販売した[15][16]。
- 小学生の頃は『おジャ魔女どれみ』が好きだった[17]。『ドデスカ!』の外での撮影時に、2000年代前半に流行した子供向けファッションブランドのぬいぐるみ4体が写ったフリップを見せられると「ポンポネット（pom ponette junior）、メゾピアノ、エンジェルブルー、デイジーラバーズ（DAISY LOVERS）」と全て答えた。百貨店を訪れるとメゾピアノの大人向けの洋服を見て、子供の頃にスカートに付けるチェーンを3つ持っていたと話す。「気分は小学5年生の時よ。あの時に戻った感じ」と洋服を試着して懐かしんだ[18]。

## 現在の出演番組
- ドデスカ!
  - 月曜 - 木曜　サブMC （2022年3月28日 -）
  - 祝日　メインMC（2024年4月29日-）
  - 金曜　旬感めし（2024年10月18日-）
  - 金曜　めしのジジョウ（2024年10月4日-）
- メ〜テレNEWS（不定期で担当）

## 過去の出演番組
- ドデスカ!
  - （月）「イマネタ」→「ハピスタ」→「ドデスペ」（2017年10月‐、2020年9月）
  - （金）「コレクル」（2017年10月‐2019年7月）
  - （金）サブMC（2022年3月28日-2024年3月29日）
- デルサタ - 天気（2018年4月7日 - 2021年3月27日）
- デルサタ11（2018年4月7日 - 2020年9月26日）
- いえサタ（2020年4月18日 - 5月30日）
- Spoken!（アシスタント、2017年6月・2020年4月 -2021年10月2日）
- アップ!（2021年4月2日 - 　金曜メインキャスター、2021年3月31日‐2022年3月25日まで水曜 - 木曜サブキャスター〉[19]）
- ドデスカ!ドようびデス。（メインキャスター、2021年4月3日‐2022年3月26日）